# HEAG mobilo

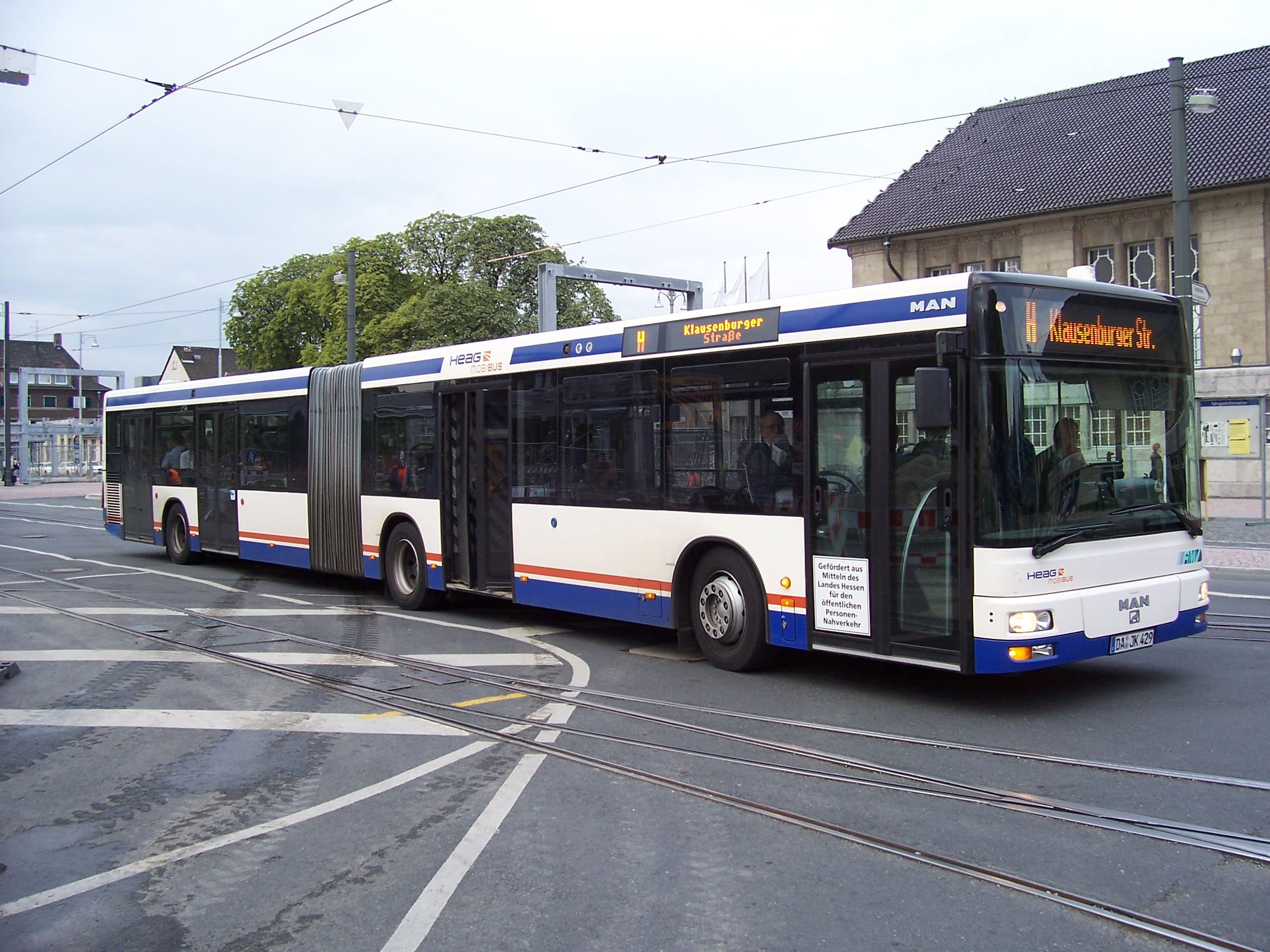
Stadtbus von HEAG mobiBus in Darmstadt (2005)

Die HEAG mobilo GmbH ist ein Verkehrsunternehmen mit Sitz in Darmstadt und ein Tochterunternehmen der HEAG AG sowie des Landkreises Darmstadt-Dieburg. Die Gesellschaft ist Leitunternehmen für die Verkehrssparte im HEAG-Konzern, HEAG mobilo betreibt die Straßenbahnen und hat folgende Tochtergesellschaften: HEAG mobiBus GmbH & Co. KG (Omnibuslinienverkehr und Sonderverkehr mit Omnibussen) und Nahverkehr Service GmbH (NVS) (Linienverkehre im Landkreis Bergstraße).

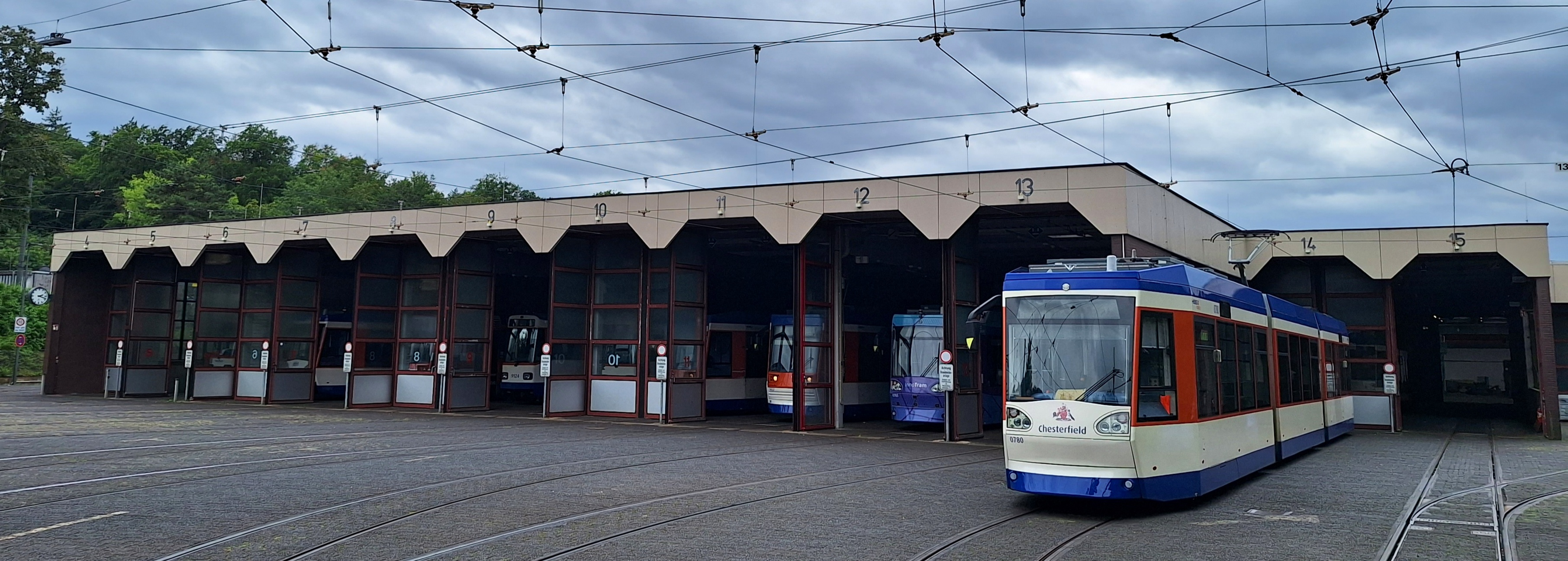
Straßenbahn-Depot am Böllenfalltor in Darmstadt (2023)

## Unternehmensgeschichte
Die Unternehmensstruktur in der heutigen Form entstand zum 1. Januar 2005. Die vorige, 1990 gegründete HEAG Verkehrs-GmbH wurde damals in die Dachgesellschaft HEAG mobilo umfirmiert und der Straßenbahn- und Werkstattbetrieb in zwei neue Gesellschaften ausgegliedert.
Das 1998 von der HEAG übernommene private Busunternehmen Bergsträßer Reisebüro Glück & Seitz GmbH & Co. KG aus Seeheim-Jugenheim wurde zur HEAG mobiBus, in die auch der Busverkehr der Verkehrs-GmbH transferiert wurde. Das bisherige Schwesterunternehmen wurde als Tochterunternehmen der neuen HEAG mobilo untergeordnet.
2001 wurde bereits das private Rödermarker Busunternehmen Jans und Söhne Alpen-Expreß-Reisen GmbH in den Betrieb von Glück & Seitz eingegliedert.
HEAG mobiBus war auch durch die Übernahme von Glück & Seitz zu 25 % an der 2000 gegründeten Nahverkehrs-Service GmbH (NVS) in Bensheim beteiligt, einem Zusammenschluss mehrerer regionaler Busunternehmen in Südhessen und angrenzenden Regionen, an der auch die RNV-Tochter Omnibusbetriebe Beth GmbH in Lampertheim, die Abellio-Tochter Werner GmbH & Co. KG in Bensheim und die First-Group-Tochter Arthur Merl GmbH & Co. KG in Speyer beteiligt waren. Die NVS ist seit 2008 eine 100-prozentige Tochtergesellschaft der HEAG mobilo.

## Betrieb
HEAG mobilo (bis 2019: HEAG mobiTram) betreibt alle Straßenbahnlinien in Darmstadt und HEAG mobiBus alle Stadtbuslinien in Darmstadt sowie einige Regionalbuslinien im Landkreis Darmstadt-Dieburg und Teilstrecken im Kreis Groß-Gerau und Frankfurt am Main.
Für genauere Informationen über den Nahverkehr in Darmstadt und seine Geschichte, siehe die beiden separaten und betreiberunabhängigen Artikel:
- Nahverkehr in Darmstadt
- Nahverkehr im Landkreis Darmstadt-Dieburg